# A Year Without Rain (singolo)
A Year Without Rain è un brano musicale di genere eurodance ed elettropop cantato dall'attrice americana Selena Gomez ed estratto come secondo singolo dal secondo album della band Selena Gomez & the Scene, A Year Without Rain. È stato pubblicato il 7 settembre 2010 nel Nordamerica sotto l'etichetta discografica Hollywood Records. Il brano è entrato nella top 40 sia negli Stati Uniti, sia in Canada. Il singolo è stato scritto da Lindy Robbins e Toby Gad ed è stato prodotto da Toby Gad.
Il brano è accompagnato da un video musicale, pubblicato il 3 settembre 2010 su Disney Channel dopo la presentazione del film Camp Rock 2: The Final Jam, assieme alla nuova canzone di Hannah Montana intitolata Que será. All'inizio, Selena Gomez e la sua band si trovano in un deserto, che stanno attraversando in automobile. La cantante inizia a cantare in un punto del deserto mentre delle immagini della sua relazione cadono dal cielo. Alla fine, inizia a piovere, e il suo fidanzato la raggiunge. A Year Without Rain si è aggiudicata una nomination per il miglior videoclip del 2011 di un artista internazionale ai MuchMusic Video Award. Il video ha ottenuto la certificazione Vevo.

## Tracce
Download digitale
1. A Year Without Rain – 3:55 (Lindy Robbins, Toby Gad)

## Classifiche
| Classifica (2010) | Posizione massima |
| ----------------- | ----------------- |
| Australia         | 100               |
| Belgio (Fiandre)  | 53                |
| Canada            | 30                |
| Germania          | 56                |
| Italia            | 83                |
| Regno Unito       | 78                |
| Slovacchia        | 41                |
| Stati Uniti       | 35                |

## Pubblicazione
| Paese       | Data              | Formato           |
| ----------- | ----------------- | ----------------- |
| Stati Uniti | 7 settembre 2010  | Download digitale |
| Danimarca   | 17 settembre 2010 | Download digitale |
| Svezia      | 17 settembre 2010 | Download digitale |
| Regno Unito | 22 novembre 2010  | Download digitale |